# Xanthorhoe superpositaria
Xanthorhoe superpositaria là một loài bướm đêm trong họ Geometridae.